# Salvator merianae
El lagarto overo o teju argentino (Salvator merianae) es una especie de lagarto de la familia Teiidae. Es un reptil omnívoro y de reproducción ovípara. En general, no son considerados peligrosos, y dado su carácter sociable y su gran personalidad, han logrado llamar la atención de muchas personas y es consecuentemente buscado como mascota en algunas ocasiones.  

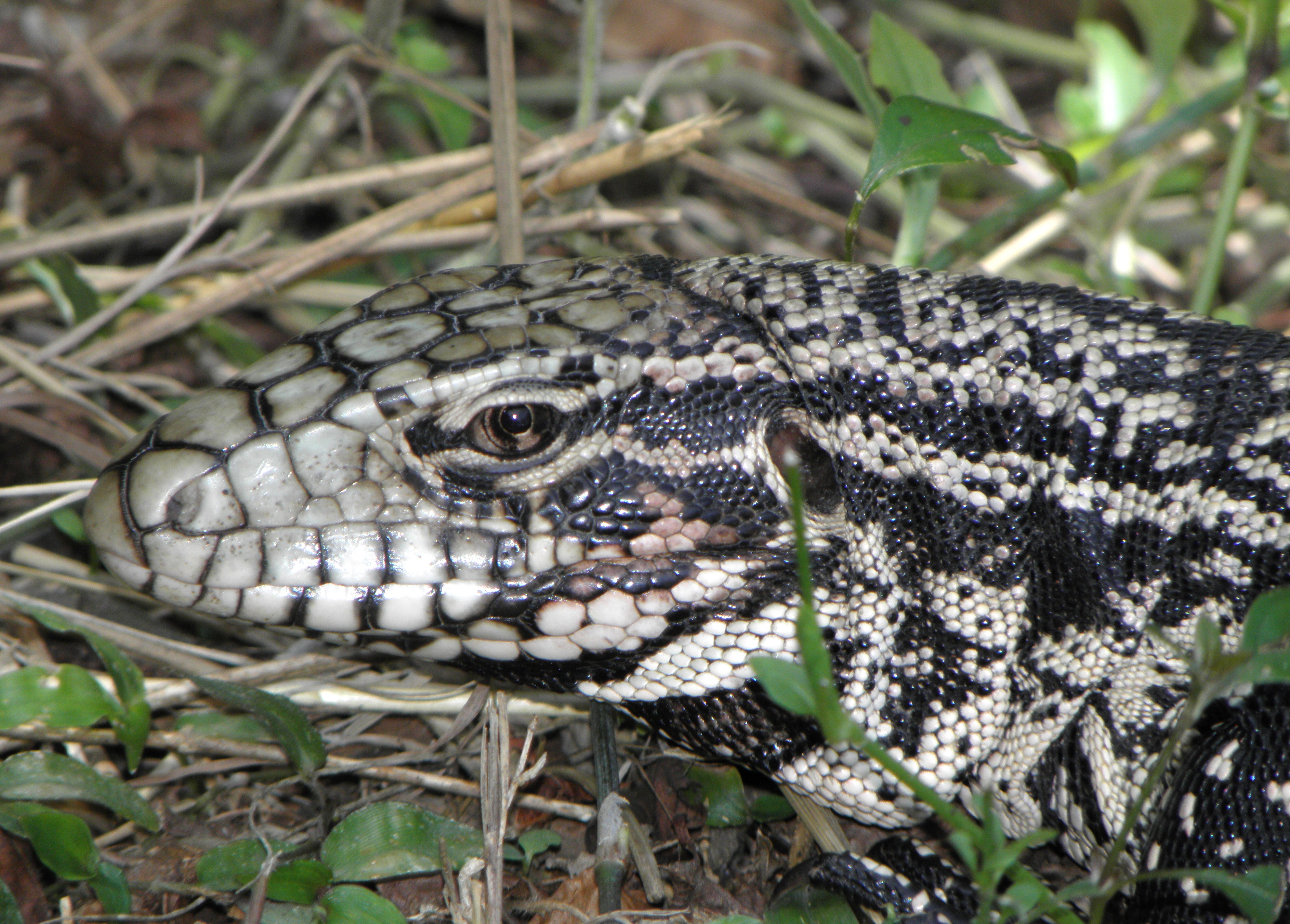
Ejemplar en la isla Martín García, Argentina, justo bajo un garzal situado en los árboles, probablemente esperando la caída de algún pichón. Este reptil posee una dieta muy amplia, desde frutas, peces y caracoles hasta vertebrados.

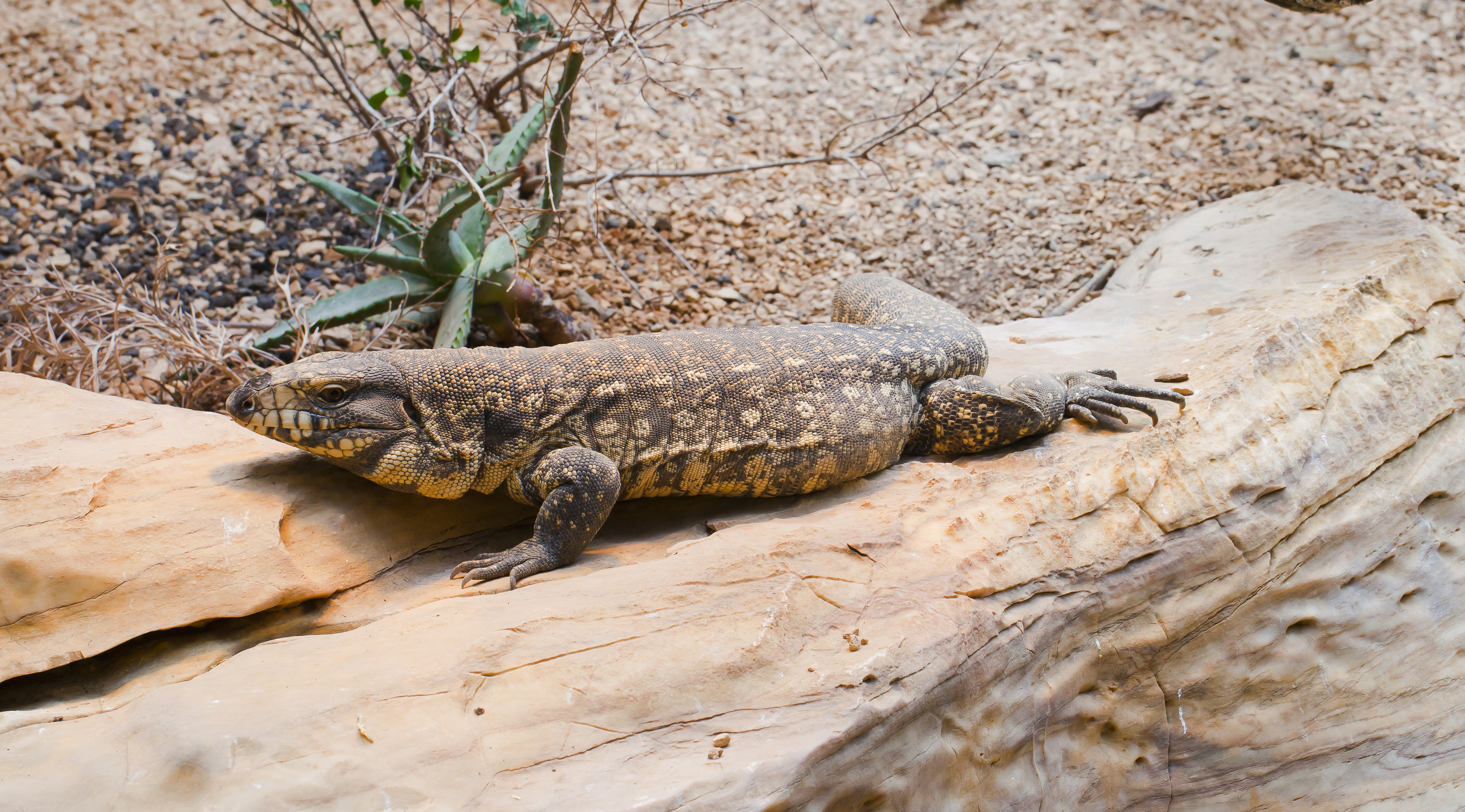
Ejemplar en cautiverio.

## Taxonomía

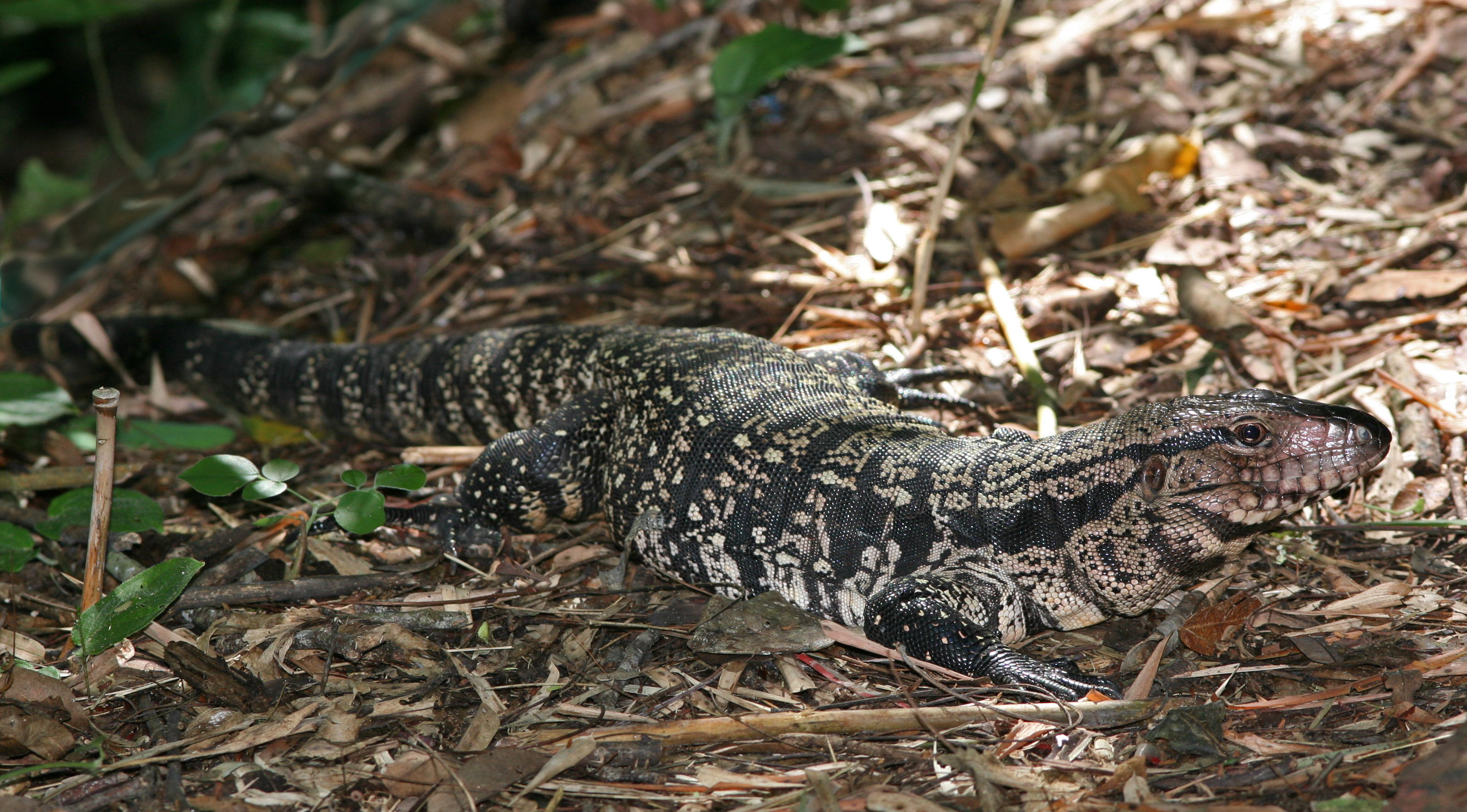
Lagarto overo en su habitat natural. Parque Nacional Iguazú, Argentina.

Esta especie fue considerada durante mucho tiempo sinónima de Tupinambis teguixin, actualmente se la distingue de dicha especie mediante datos moleculares y morfológicos tales como conteo de escamas y otras diferencias. Las especies de este género: Salvator duseni, Salvator rufescens y Salvator merianae se distribuirían primariamente al sur de Amazonia, a diferencia del género Tupinambis con distribución en el norte de Sudamérica y la Amazonia.

## Distribución
Su área geográfica abarca gran variedad de hábitat desde tropicales y subtropicales hasta templados, desde el centro y sur del Brasil al sur del río Amazonas, a través del este de Bolivia, todo el territorio de Paraguay, todo el territorio de Uruguay, y el nordeste y centro de Argentina.
Adicionalmente, esta especie se distribuye en la Florida, Estados Unidos, donde es considerada una especie exótica invasora.

## Descripción
Esta especie tienen un largo total de 140 cm y muestra 17 a 29 poros preanales y femorales. El color base es el marrón negruzco con brillos azulados complementado con varias bandas transversales compuestas por manchas amarillas de diferente tamaño y que llegan hasta la punta de la cola. En la zona de la cabeza, cuello y extremidades también presentan manchas amarillentas y blancas.
Los individuos recién eclosionados y juveniles presentan coloraciones más vistosas, con tonos verdes.

## Hábitat
El hábitat de esta especie es variado, siendo su adaptabilidad grande comprendiendo: Selvas húmedas tropicales, espacios abiertos como sabanas con arbustos espinosos, riberas de los ríos en la estepa de altura herbácea así como zonas costeras arenosas.

## Comportamiento
El lagarto overo es terrestre y habita los claros en la selva, se refugian en cuevas excavadas por ellos mismos y son excelentes nadadores y trepadores. Utilizan termiteros para poner sus huevos, en virtud de que la temperatura y humedad ambiente se encarguen de la incubación. Los tegus recién nacidos se encargarán de abrir paso para salir al exterior. 
La alimentación es también amplia tratándose de un generalista, carnívoro y omnívoro; su dieta incluye tanto insectos y otros artrópodos, como pequeños vertebrados, huevos de aves y tortugas, y ocasionalmente materia vegetal como frutos, ciertas hierbas o flores. 
La reproducción (en cualquier época del año) en climas tropicales comprenden de 4 a 32 huevos. La incubación, a una temperatura de 28 °C, puede durar desde 152 hasta 171 días.
Con respecto a la regulación de su temperatura, se ha propuesto que tienen capacidad para generar calor corporal (endotermia) en forma estacional y facultativa.